# Moravský Písek
Moravský Písek település Csehországban, Hodoníni járásban. Moravský Písek Polešovice, Ořechov, Uherský Ostroh, Veselí nad Moravou, Bzenec és Domanín településekkel határos. Lakosainak száma 2056 fő (2024. január 1.).

## Népesség
A település lakosságának változását az alábbi diagram mutatja:
| Lakosok száma | 1188 | 1759 | 2061 | 2374 | 2238 | 2090 | 2087 | 2099 | 1953 | 2056 |
|               | 1869 | 1900 | 1921 | 1961 | 1980 | 2011 | 2016 | 2019 | 2021 | 2024 |